# Devičie
Devičie (in ungherese Devicse) è un comune della Slovacchia facente parte del distretto di Krupina, nella regione di Banská Bystrica.

## Storia
Nella zona sono stati rinvenuti insediamenti umani dell'Età del bronzo, di epoca tracia e della Cultura di Hallstatt.
La località viene menzionata per la prima volta in un documento del 1256 con il quale Béla IV d'Ungheria ordinava il trasferimento di alcuni abitanti di Devičie a Hontianske Nemce. Nel XVI secolo apparteneva al castello di Čabraď, nei pressi dell'attuale Čabradský Vrbovok.